# Drumline
Drumline es una película producida en 2002, dirigida por Charles Stone III. El guion fue escrito por Tina Gordon Chism y Shawn Schepps. 
Es protagonizada por Nick Cannon, Leonard Roberts, Zoe Saldaña y Orlando Jones.
La película recibió críticas positivas de parte de la mayoría de los críticos quienes destacaron la energía y la música de las bandas musicales en la película. Fue un éxito en la taquilla, obteniendo más de $56 millones en Estados Unidos, y casi $1.2 millones en mercados extranjeros.

## Sinopsis
Devon Miles (Nick Cannon) es un chico que se acaba de graduar de la academia Frederick Douglas en Harlem, Nueva York, quien consigue gracias a su habilidad para tocar el tambor, una beca en la Universidad de Atlanta A&T, gracias a un reclutamiento que le hace el Dr. Lee (Orlando Jones), un hombre que cree en la "músicalidad" y quería que formara parte de su banda. Esta beca le serviría como una escapatoria para la vida que lleva, ya que su padre, el señor Miles (Von Coulter) no estuvo con él durante gran parte de su vida, dejándole en abandono junto a su madre Dorothy Miles (Angela E. Gibbs), tratando de demostrándose a él mismo que llegaría a hacer grandes cosas con su música.
De camino hacia la Universidad conoce a quien sería su grupo de amigos, que también ingresarán a la banda, entre ellos Jayson (GQ) y a Ernest (Jason Weaver) quienes toca el bombo y a Charles (Earl C. Poitier) quien toca la tuba, minutos más tarde conocería a Dree (Candace Carey), otra compañera de línea y posterior romance de Ernest y a Laila (Zoe Saldaña), con quien tendrá un pequeño roce al principio. 
Su entrenamiento se tornará duro al toparse con el líder de la sección de percusión de la banda, Sean Taylor (Leonard Roberts) quien al principio no se encuentra de acuerdo con la actitud de Devon, ya que este es arrogante y se cree el mejor. Sin embargo Sean enfrenta a Devon muchas veces, inclusive dándole un solo durante un partido, y es él mismo quien descubre que Devon no sabe leer música, sacándolo no de la banda pero sí del campo.
Las cosas se tornan duras cuando, por su arrogancia, provoca una riña entre una banda rival y su banda, ya que Devon toca su tambor, causando la ira de este. La banda se siente indispuesta con él, y el Dr. Lee toma la decisión de sacarlo de la banda, por lo cual Devon decide abandonar la escuela. Sin embargo cambia de opinión ya que el señor Wade (J. Anthony Brown) quien dirige a la banda archirrival de la A&T, los Morris Brown, le pide traicionar a la banda A&T. Devon se niega y le dice que la música de Morris Brown es solo basura.
Días después, luego de tener un último enfrentamiento con Sean y cambio de actitud gracias a su posterior conversación, en conjunto logran hacer un arreglo sobre música de la vieja escuela  (Funk) con arreglos modernos, por lo cual el Dr. Lee logra crear un buen número para la gran competencia estatal de bandas que se realizaba con bandas de (Atlanta), la cual Morris Brown siempre ganaba, venciendo a Atlanta A&T. Finalmente Devon lima sus asperezas con Sean y recupera su relación con Laila. Devon cambia su actitud 
Durante el clásico, la banda logra un empate con Morris Brown, y se decide al ganador con una competencia de percusión, la cual consistía en interpretar dos cadencias y el jurado determinaría al ganador. Para esto Dr, Lee le pide a Sean y Devon que trabajen juntos una vez más para lograr el campeonato. Gracias a esto Atlanta A&T logra la victoria rompiendo su mala racha de derrotas en estos eventos.

## Elenco
- Nick Cannon como Devon Miles.
- Zoe Saldaña como Laila.
- Orlando Jones como Dr. Lee
- Leonard Roberts como Sean Taylor.
- GQ como Jayson.
- J. Anthony Brown como Mr. Wade
- Candace Carey como Diedre.
- Von Coulter como Ray Miles (Padre de Devon Miles).
- Angela E. Gibbs como Dorothy Miles.
- Brandon Hirsch como Buck Wild.
- Afemo Omilami como Presidente Wagner.
- Earl C. Poitier como Charles.
- Shay Roundtree como Big Rob.
- Jason Weaver como Ernest.
- Omar J. Dorsey como James.
- Stuart Scott madre.